# Уездный город N
Уездный город N — четвертий альбом радянського рок-гурту Зоопарк, виданий в 1983 році

## Список композицій
Автор всіх пісень — Майк Науменко, крім «Колокола» (муз. і сл. — О. Храбунов)
| #  | Назва                                               | Тривалість |
| -- | --------------------------------------------------- | ---------- |
| 1. | «Странные дни»                                      | 2:56       |
| 2. | «Если ты хочешь»                                    | 2:50       |
| 3. | «Дрянь»                                             | 5:04       |
| 4. | «Пригородный блюз»                                  | 2:44       |
| 5. | «Blues de moscou, часть 2 (Из вагона на перрон...)» | 4:29       |
| 6. | «Колокола»                                          | 3:10       |
| 7. | «Д.К.Данс (Мажорный рок-н-ролл)»                    | 3:23       |
| 8. | «Все те мужчины»                                    | 3:54       |
| 9. | «Уездный город N»                                   | 14:58      |

## Учасники запису
- Майк Науменко — вокал, гітара, фортепіано (4)
- Олександр Храбунов — гітара, вокал (6), бас-гітара (9)
- Ілля Куліков — бас-гітара
- Андрій Данилов — ударні
- Володимир Захаров — фортепіано